# Optische Industrie
Die optische Industrie ist der Industriezweig, der sich mit der Herstellung von feinmechanisch-optischen Produkten wie Lasern für Industrie- und Medizintechnik, Messsystemen, Glasfaser-Produkten, Mikroskopen, Sensoren oder LED-Technik beschäftigt. Teilbereiche sind die Verbraucheroptik, Analysen-, Bio- u. Laborgeräte sowie die Photonik.

## Geschichte

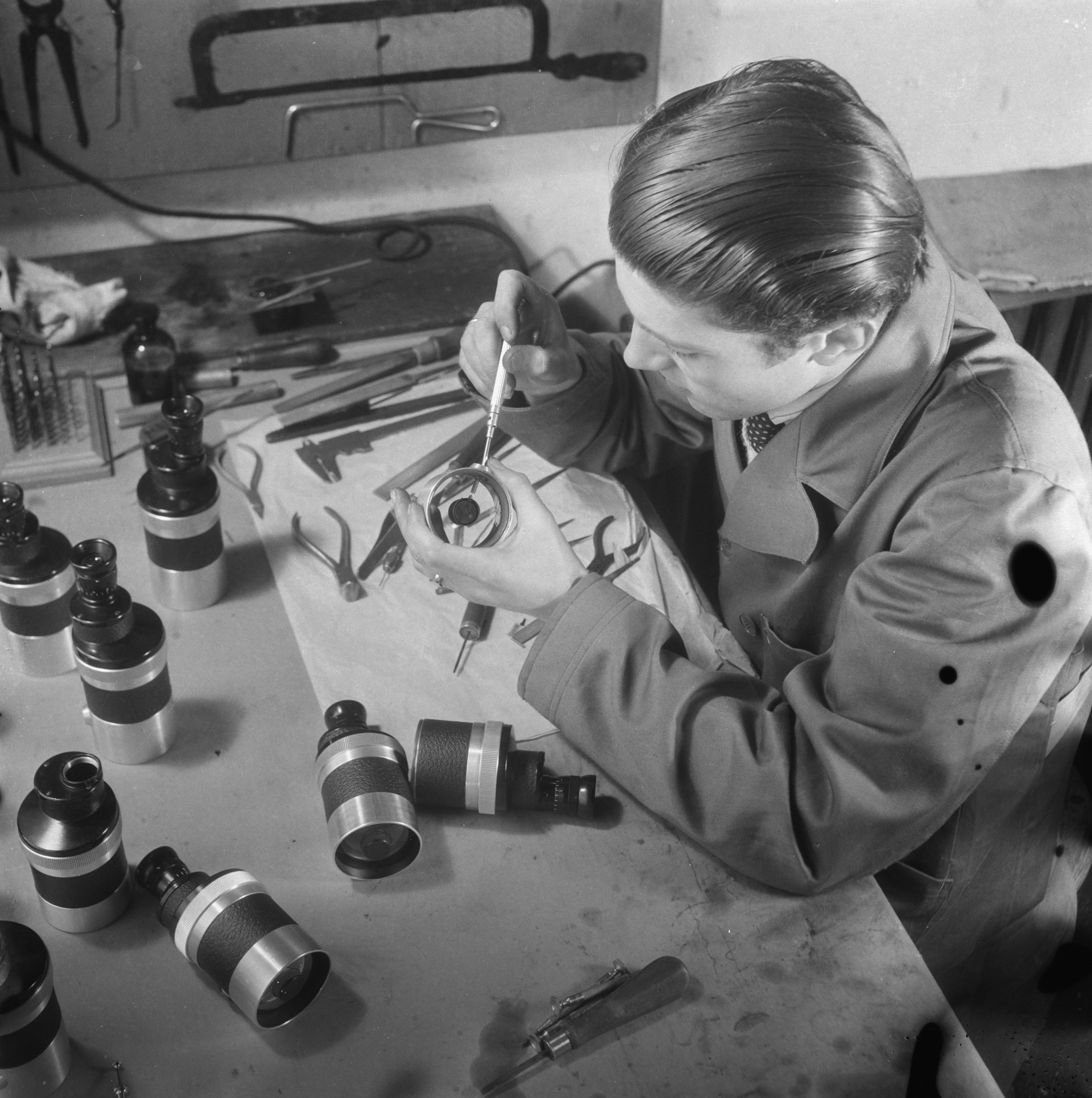
Optische Industrie, hier 1946 in den Niederlanden

Ihren Ursprung hat die optische Industrie in Deutschland. Im November des Jahres 1800 legte der Theologe August Duncker den Entwurf einer Vielspindelscheifmaschine vor, mit der die Herstellung von Linsen erstmals mechanisiert werden konnte. Im Jahr darauf gründete er mit Samuel Christoph Wagener in Rathenow die „Königlich privilegierte Optische Industrie-Anstalt“, die ab den 1840er Jahren unter August Dunckers Enkel Emil Busch zu einem Industriebetrieb nach heutigem Verständnis gewandelt wurde mit Merkmalen wie arbeitsteiliger Massenproduktion und Antrieb per Dampfkraft. Der später mit seiner, aus einer kleinen Werkstatt hervorgegangenen optischen Industriefabrik weltbekannt gewordene Carl Zeiß ließ seinen Sohn Roderich in der Busch AG kaufmännisch ausbilden.

## Deutschland
Die optische Industrie kam 2015 auf einen Jahresumsatz in Höhe von 31,5 Milliarden Euro. Nach Angaben des Bundesverbands Spectaris beschäftigte die feinmechanisch-opische Industrie 2016 rund 150.000 Menschen.